# بخش زنجانرود
بخش زنجانرود یا به ترکی «زنگان چایی» یکی از بخش‌های شهرستان زنجان در استان زنجان ایران است. زبان مردم این بخش ترکی آذربایجانی است.

## تقسیمات کشوری
- بخش زنجانرود
  - دهستان چایپاره بالا
  - دهستان زنجان‌رود پایین
  - دهستان چایپاره پایین
  - دهستان غنی‌بیگلو
- شهر : نیک‌پی

## جمعیت
بنابر سرشماری مرکز آمار ایران، جمعیت بخش زنجان رود شهرستان زنجان در سال ۱۳۸۵ برابر با ۳۱۰۷۶ نفر بوده‌است.